# Cien apellidos de familia

China de la dinastía Song del norte, durante la cual se escribió Cien apellidos de familia.

Cien apellidos de familia (en chino, 百家姓; pinyin, Bǎijiāxìng) es un poema clásico chino formado por apellidos comunes en la Antigua China. Rima en líneas de ocho caracteres. Fue escrito a principios de la dinastía Song. Al principio contenía 411 apellidos, pero más tarde se amplió a 504. De estos, 444 son de un solo carácter y 60 son apellidos compuestos. Aproximadamente 800 nombres han derivado de los originales.
Los apellidos no se hallan catalogados por orden de la popularidad aunque se cree los cuatro primeros provienen de las familias más importantes del Imperio de aquel tiempo:
- Zhao (趙), de la dinastía Song.
- Qian (錢), de los reyes de Wuyue.
- Sun (孫), de la reina de Wuyue.
- Li (李), de los reyes del sur Tang.

## Apellidos que aparecen enCien apellidos de familia
赵钱孙李 周吴郑王 冯陈褚卫 蒋沈韩杨

朱秦尤许 何吕施张 孔曹严华 金魏陶姜

戚谢邹喻 柏水窦章 云苏潘葛 奚范彭郎

鲁韦昌马 苗凤花方 俞任袁柳 酆鲍史唐

费廉岑薛 雷贺倪汤 滕殷罗毕 郝邬安常

乐于时傅 皮卞齐康 伍余元卜 顾孟平黄

和穆萧尹 姚邵湛汪 祁毛禹狄 米贝明臧

计伏成戴 谈宋茅庞 熊纪舒屈 项祝董梁

杜阮蓝闵 席季麻强 贾路娄危 江童颜郭

梅盛林刁 钟徐丘骆 高夏蔡田 樊胡凌霍

虞万支柯 昝管卢莫 经房裘缪 干解应宗

丁宣贲邓 郁单杭洪 包诸左石 崔吉钮龚

程嵇邢滑 裴陆荣翁 荀羊于惠 甄曲家封

芮羿储靳 汲邴糜松 井段富巫 乌焦巴弓

牧隗山谷 车侯宓蓬 全郗班仰 秋仲伊宫

宁仇栾暴 甘钭厉戎 祖武符刘 景詹束龙

叶幸司韶 郜黎蓟薄 印宿白怀 蒲邰从鄂

索咸籍赖 卓蔺屠蒙 池乔阴郁 胥能苍双

闻莘党翟 谭贡劳逄 姬申扶堵 冉宰郦雍

郤璩桑桂 濮牛寿通 边扈燕冀 郏浦尚农

柴瞿阎充 慕连茹习 宦艾鱼容 向古易慎

戈廖庾终 暨居衡步 都耿满弘 匡国文寇

广禄阙东 欧殳沃利 蔚越夔隆 师巩厍聂

晁勾敖融 冷訾辛阚 那简饶空 曾毋沙乜

养鞠须丰 巢关蒯相 查后荆红 游竺权逯

盖益桓公 万俟司马 上官欧阳 夏候诸葛

闻人东方 赫连皇甫 尉迟公羊 澹台公治

宗政濮阳 淳于单于 太叔申屠 公孙仲孙

辕轩令狐 钟离宇文 长孙幕容 鲜于闾丘

司徒司空 丌官司寇 仉督子车 颛孙端木

巫马公西 漆雕乐正 壤驷公良 拓拔夹谷

宰父谷梁 晋楚阎法 汝鄢涂钦 段干百里

东郭南门 呼延归海 羊舌微生 岳帅缑亢

况后有琴 梁丘左丘 东门西门 商牟佘佴

佰赏南官 墨哈谯笪 年爱阳佟　第五言福

百家姓终